# (2142) Landau
(2142) Landau ist ein Asteroid des Hauptgürtels, der am 3. April 1972 von der russischen Astronomin Ljudmila Iwanowna Tschernych am Krim-Observatorium (IAU-Code 095) in Nautschnyj entdeckt wurde.
Der Asteroid wurde nach dem sowjetischen Physiker und Mitglied der sowjetischen Akademie der Wissenschaften Lew Dawidowitsch Landau (1908–1968) benannt, der Ende der 1940er und Anfang der 1950er Jahre am Projekt der sowjetischen Wasserstoffbombe mitarbeitete und 1962 mit dem Nobelpreis für Physik ausgezeichnet wurde.